# ЦАР на Паралимпийских играх
Центральноафриканская Республика на Паралимпийских играх впервые приняла участие в 2004 году на летних Играх в Афинах. На зимних Играх делегация Центральноафриканской Республики участия пока не принимала. Медалей на Играх спортсмены Центральноафриканской Республики пока не завоевали.